# ClG J1226.9+3332
ClG J1226.9+3332 è un ammasso di galassie situato in direzione della costellazione dei Cani da Caccia alla distanza di oltre 7 miliardi di anni luce dalla Terra (light travel time).
È stato uno dei 25 ammassi di galassie studiati con il Telescopio spaziale Hubble nel corso di una campagna di osservazioni denominata Cluster Lensing And Supernova survey with Hubble (CLASH) nel corso di un periodo di tre anni e mezzo (2010-2013).
L'ellittica SDSS J122653.11+333330.8 è la galassia più luminosa dell'ammasso.